# Can Toni Llopard
Can Toni Llopard és una masia amb elements gòtics i barrocs de Gelida (Alt Penedès) inclosa a l'Inventari del Patrimoni Arquitectònic de Catalunya. Fou enderrocada.

## Descripció
Masia gòtica coberta a dues vessants, de planta rectangular i dos pisos, amb eixamples d'un altre casal, rectangular, a dues vessants construït el 1828. Cal remarcar els arcs gòtics i l'escala de pedra, un sostre de guixeries, el portal dovellat d'entrada, l'espigall de la teulada i les restes d'esgrafiats a l'obra del 1828, els grans cellers, el mirador a l'escala, la sala, i les eixamples amb habitació-alcova, al rellotge de sol del 1828, els contraforts de carreus, i les reixes forjades i de llangardaix.

## Història
Els Llopart són citats constantment a la documentació dels arxius parroquial i municipal amb càrrecs públics d'importància. Per altra banda, Llopart és un dels cognoms més estesos a la població.